# جوزيف ماركو
جوزيف ماركو (بالألمانية: Joseph Marko)‏ هو عالم سياسة ومحامي نمساوي، ولد في 2 أبريل 1955 في Wagna ‏ في النمسا.